# Cotai
Cotai (portugalsky: Zona do Aterro de Cotai, čínsky: 路氹城) je oblast nově vytvořené země mezi bývalými ostrovy Taipa a Coloane v Macau, které jsou od roku 2005 propojeny v jeden ostrov.
Slovo Cotai má dva významy. První je jméno nově vytvořené oblasti, druhý význam je jméno, které se vztahuje na celý nový ostrov. Stavba propojení ostrovů Taipa a Coalone začala již v r. 1968, pokračovala v 90. letech a v r. 2005 bylo propojení hotové. Vznikly tak nové stavební pozemky, které byly použity na výstavbu mnoha hotelů a kasin.

## Dějiny
V roce 1968 byl otevřen násep (Estada to Istmo) spojující Taipa a Coloane. Během 90. let 20. století řada skládek tuhle peninskou šíji rozšířila a po převodu suverenity Macaa z Portugalska na Čínu v roce 1999 se začala tato malá pevninská šíje dále rozšiřovat.

## Hotely a kasina
„Cotai Strip“ je název označující celou hotelovo-kasinovou oblast, kde byl termín „Cotai Strip“ vytvořen Las Vegas Corporation, která je držitelem této ochranné známky (USPTO registrace č. 4396486 a 4396486), která se vztahuje pouze na jejich vlastnictví.
Grand Waldo Hotel společnosti Galaxy Entertainment Group byl prvním kasinem, které zahájilo provoz v Cotai a otevřelo své brány v květnu 2006. Dosud největší budovou na Cotai je The Venetian Macao patřící Las Vegas Sands, které otevřelo své brány 28. srpna 2007. Společnost Melco PBL Holdings otevřela 1. června 2009 kasino Město snů přímo přes ulici od the Venetian. V současné době probíhá výstavba dalších kasin a hotelových projektů.

### Seznam hotelů a kasin
- Four Seasons Hotel Macao
- Broadway Macau
- City of Dreams
- Galaxy Macau
- Grand Lisboa Palace
- Lisboeta Macau
- MGM Cotai
- Pousada Marina Infante
- Studio City Macau
- The Londoner Macao
- The Parisian Macao
- The Plaza Macao
- The Venetian Macao
- Wynn Palace

## Turistické atrakce
- Macau East Asian Games Dome

## Přeprava
- Cotai Jet – vysokorychlostní katamarán vlastněný společností The Venetian Macao, provozující trajektovou dopravu mezi terminálem trajektů Taipa a terminálem trajektů Hong Kong–Macau, Hong Kong
- Macau Light Rapid Transit – systém hromadné dopravy v Macau, který zahájil částečný provoz v roce 2019. Plánovaná rozšíření budou zahrnovat poloostrov Macao, Taipa a Cotai a taky hlavní hraniční kontrolní body, jako je Border Gate, Outer Harbor Ferry Terminal, Lotus Bridge Border a mezinárodní letiště Macao. Linka Ocean-to-Taipa-Ferry-Terminal ³ zahájila provoz na konci roku 2019.

## Galerie
- výstavba hlavní ulice Cotai Strip v roce 2007
- hlavní ulice Cotai Strip v roce 2011
- nemocnice v Cotai
- jedna z lodí zajištující hromadnou dopravu